# 五賢帝

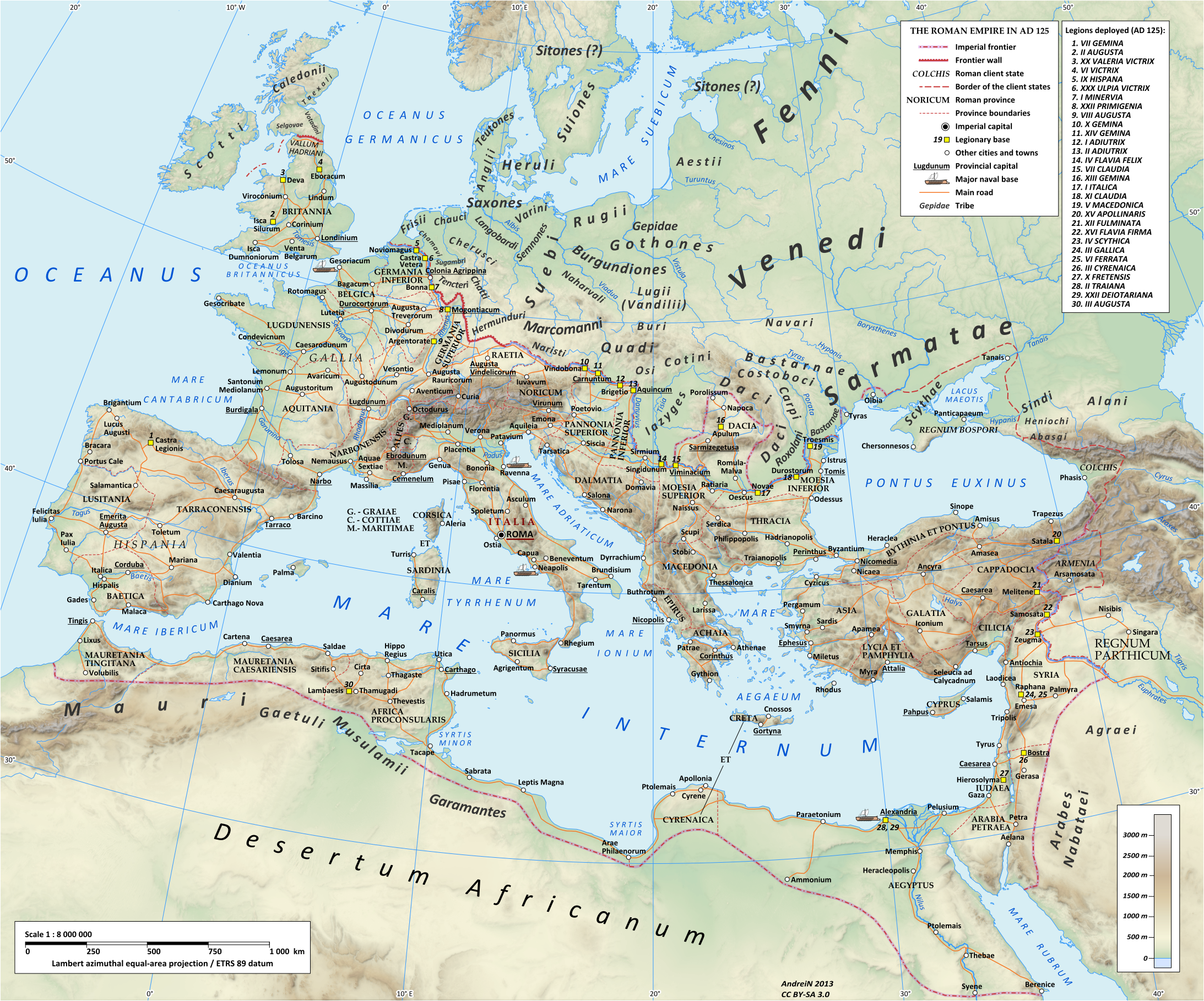
西暦125年、ハドリアヌス統治下のローマ帝国

五賢帝（ごけんてい）は、1世紀末から2世紀後期に在位したローマ帝国の5人の皇帝、またその在位した時代のこと。しばしばネルウァ＝アントニヌス朝とも称される（この場合はマルクス・アウレリウスの共同皇帝ルキウス・ウェルスおよび後継皇帝コンモドゥスも歴代皇帝に含まれる）。共和政時代から続いてきた領土拡大が一種の集大成を迎え、ローマ帝国始まって以来の平和と繁栄が訪れた。パクス・ロマーナと呼ばれる時代の一角をなす。

## 概要
五賢帝は、その後継者に比較して穏健な政策によって知られる。時期としては紀元96年のドミティアヌスの死から、紀元180年のコンモドゥスの登位に至る時期を指し、ネルウァ、トラヤヌス、ハドリアヌス、アントニヌス・ピウス、マルクス・アウレリウス・アントニヌスの5人の皇帝が該当する。また、トラヤヌスの統治時代がローマ帝国の領土最大期だった。
1. ネルウァ（Marcus Cocceius Nerva）
2. トラヤヌス（Marcus Ulpius Nerva Trajanus）
3. ハドリアヌス（Publius Aelius Traianus Hadrianus）
4. アントニヌス・ピウス（Titus Aurelius Fulvius Boionius Arrius Antoninus Pius）
5. マルクス・アウレリウス・アントニヌス（Marcus Aurelius Antoninus）

これらの諸帝のうち、マルクス・アウレリウスを除く4人は世襲によらず養子によって後継者を指名した。このことで「五賢帝は実子や血縁者を帝位に就けずに、元老院から最適任者を養子に迎え帝位に就けた」と思われがちであるが、実際はマルクス・アウレリウス以外は血を分けた息子に恵まれず養子を迎えざるをえなかったという単純な理由である。トラヤヌスは生前にハドリアヌスを養子に迎えていたわけではなく、彼の死後、養子縁組を知らせる手紙を皇后ポンペイア・プロティナが捏造したことによるでっち上げとの説が有力である（現にトラヤヌス死去が公表されたのはハドリアヌスの養子が決定した後だった）。そのハドリアヌスが迎えた養子アントニヌス・ピウスは無能ではなかったにせよ、特に華々しい政治経歴を持っているわけではない。また、当のアントニヌス・ピウスも養子を自分の意思で決めたわけではなく、ハドリアヌスの命令である。その養子であるマルクス・アウレリウスとルキウス・ウェルスは、当時少年であり元老院議員ですらない。さらにネルウァを除く4人は、直系の血縁者ではないものの親戚関係にあり、血縁者以外に帝位を継がせたという説も厳密には正確ではない。
一般には五賢帝という名称から、この5人がローマ皇帝としての名君の「ベスト5」であるかのように認識されることもある。そのような評価を与えた最初は、ルネサンス期の思想家ニッコロ・マキャヴェッリである。さらに18世紀英国の歴史家エドワード・ギボンはその評価を引き継ぎ、著書『ローマ帝国衰亡史』の中で、この時代を「人類が最も幸福であった時代」と評した。ただしギボンは五賢帝以降の皇帝を酷評しているものの、五賢帝がローマ皇帝のベスト5だと評しているわけではない（例えばユリウス・カエサルを、｢ローマが生んだ唯一の創造的天才」と評している）。今日でも「パクス・ロマーナ｣（ローマの平和）の究極の到達点として広く想起されるものの、ハドリアヌス帝の頃から古代ローマの領域は拡大から現状維持・縮小に転じており、五賢帝の最後であるマルクス・アウレリウス帝の時代あたりからは、北方のゲルマン人侵入の激化というローマ帝国衰亡の兆しも始まっている。